# 16101 Notskas
A 16101 Notskas (ideiglenes jelöléssel 1999 VA36) a Naprendszer kisbolygóövében található aszteroida. A LINEAR projekt keretében fedezték fel 1999. november 3-án.